# Młodzieżowe Mistrzostwa Polski Par Klubowych na Żużlu 2001
Młodzieżowe Mistrzostwa Polski Par Klubowych na Żużlu 2001 – zawody żużlowe, mające na celu wyłonienie medalistów młodzieżowych mistrzostw Polski par klubowych w sezonie 2001. Rozegrano trzy turnieje eliminacyjne oraz finał, w którym zwyciężyli żużlowcy ZKŻ-u Zielona Góra.

## Finał
- Rybnik, 30 czerwca 2001
- Sędzia: Jerzy Mądrzak

| Miejsce | Kluby                              | Suma | Zawodnicy                                         | Punkty                                           |
| ------- | ---------------------------------- | ---- | ------------------------------------------------- | ------------------------------------------------ |
| złoto   | ZKŻ Polmos Zielona Góra            | 26   | Rafał Kurmański Dawid Kujawa Sebastian Smoter     | 14 (3,3,2,2,2,2) 10 (2,0,3,3,1,1) ns             |
| srebro  | Atlas Wrocław                      | 22   | Andrzej Zieja Krzysztof Słaboń Artur Bogińczuk    | 11 (1,3,2,d,2,3) 11 (2,2,1,1,3,2) ns             |
| brąz    | Bractwo Polonia Bydgoszcz          | 21   | Michał Robacki Łukasz Stanisławski Robert Umiński | 18 (3,3,3,3,3,3) 3 (0,1,0,2,0,–) 0 (–,–,–,–,–,0) |
| 4       | RKM Rybnik                         | 19   | Łukasz Romanek Roman Chromik Łukasz Szmid         | 7 (1,1,2,0,2,1) 12 (3,2,3,3,1,0) ns              |
| 5       | Pergo Gorzów Wlkp.                 | 18   | Rafał Okoniewski Michał Aszenberg Jakub Śpiewanek | 16 (3,2,3,2,3,3) 0 (0,0,0,–,–,–) 2 (–,–,–,1,0,1) |
| 6       | Kolejarz Rawicz                    | 12   | Łukasz Loman Krzysztof Świder                     | 8 (2,1,1,1,2,1) 4 (1,0,2,0,1,u)                  |
| 7       | Radson Malma Włókniarz Częstochowa | 10   | Karol Malecha Zbigniew Czerwiński Adam Pietraszko | 8 (2,1,u,–,3,2) 2 (0,0,1,1,–,–) 0 (–,–,–,d,0,0)  |